# Preißach
Preißach ist ein Ortsteil der Gemeinde Trabitz im Landkreis Neustadt an der Waldnaab in der Oberpfalz in Bayern. 

## Geographie
Das Dorf liegt westlich des Kernortes Trabitz an der Kreisstraße NEW 5, in die am nordwestlichen Ortsrand die Kreisstraße NEW 14 einmündet.
Auf dem Dorfplatz befindet sich das Schützenheim des Ortes. Im danebenstehenden Glockenstuhl befindet sich eine kleine Glocke mit dem Schlagton as′′, welche dreimal täglich zum Gebetsläuten erklingt.

## Geschichte
Preißach war eine unmittelbare Landgemeinde und zugleich ein Steuerdistrikt. 1841 wurde es zum Landgericht älterer Ordnung Eschenbach umgegliedert und kam 1971 zum Landkreis Neustadt an der Waldnaab. 1824 lebten hier 106 Personen, 1961 waren es 160.